# لوري ويلكينسون
لوري ويلكينسون (بالإنجليزية: Laurie Wilkinson)‏ هو مهندس كهربائي وسياسي أسترالي، ولد في 12 نوفمبر 1903 ببرث في أستراليا، وتوفي في 9 نوفمبر 1991 بكانبرا في أستراليا. حزبياً، نشط في حزب العمال الأسترالي. وقد انتخب عضو مجلس الشيوخ الأسترالي ‏ عن دائرة أستراليا الغربية (26 نوفمبر 1966 – 11 أبريل 1974).